# Ischnocnemis luteicollis
Ischnocnemis luteicollis là một loài bọ cánh cứng trong họ Cerambycidae.